# ارمک سبز
ارمک سبز (نام علمی: Ephedra viridis) نام یک گونه از سرده ارمک است.